# Mars 1960

## Événements
- 1er mars : discours du roi du Maroc après le tremblement de terre d'Agadir[1].
- 2 mars : le pape nomme les premiers cardinaux non blancs : un Africain, un Japonais et un Philippin.
- 3 au 7 mars : voyage d’inspection de trois jours en Algérie du général de Gaulle. Au cours de cette « tournée des popotes », il déclare que la question algérienne ne pourra être réglée qu’après la victoire des armées françaises.
- 4 mars :  
  - Explosion du cargo français La Coubre dans le port de La Havane.
  - L'américaine Carol Heiss gagne son 5e titre de champion du monde de patinage artistique.
- 5 mars : Enterrement à La Havane des victimes de l’explosion du 4 mars.
- 6 mars : les États-Unis annoncent que 3 500 soldats américains vont être envoyés au Viêt Nam.
- 7 mars, France : lancement de l'hebdomadaire Télé 7 jours.
- 11 mars : la NASA lance avec succès Pioneer 5, un satellite-radio de 45 kg pour un voyage orbital autour du Soleil. Il s'agit du troisième satellite en orbite solaire.
- 14 mars :
  - Rencontre entre le chancelier ouest-allemand Konrad Adenauer et le premier ministre israélien David Ben Gourion pour parler des relations communes. C'est la première réunion de travail jamais tenue entre l'Allemagne de l'Ouest et Israël.
  - En France, sortie du 1er disque de Johnny Hallyday, Super 45 tours Vogue, comprenant T'aimer follement, J'étais fou, Oh oh baby, Laisse les filles, (référence: Vogue 7750)[2].
- 15 mars :
  - Début à Genève, sous l'égide des Nations unies, des négociations sur le désarmement dans le cadre de la Conférence des Dix. Les États communistes se retirent le 27 juin.
  - En France, Le Président de la République Charles de Gaulle refuse de convoquer l'Assemblée nationale en session extraordinaire pour parler des problèmes agricoles.
- 16 mars : présentation à New York de la première automobile rechargeant ses batteries grâce à des cellules photovoltaïques.
- 17 mars : le Président américain Eisenhower propose au Congrès de doubler le nombre d'immigrés admis chaque année aux États-Unis.
- 18 mars, France : refus du général de Gaulle de convoquer la session extraordinaire du Parlement demandée par la majorité des députés.
- 20 mars, France : Jacques Foccart est nommé secrétaire général pour la Communauté française.
- 21 mars : massacre à Sharpeville, en Afrique du Sud. La police ouvre le feu sur un groupe de manifestants noirs non armés : 69 morts et 180 blessés.
- 22 mars : les médecins américains Arthur Leonard Schawlow et Charles Townes traitent le premier patient au laser.
- 23 mars : voyage en France de Nikita Khrouchtchev (du 23 mars au 1er avril).
- 24 mars : le gouvernement de Taïwan interdit l'exportation d'éditions piratées de livres en langue étrangère.
- 25 mars :  la cour d'appel de New York, juge le roman L'Amant de Lady Chatterley de David Herbert Lawrence comme obscène et donc non distribuable aux États-Unis.
- 27 mars (Indonésie) : le Parlement Gotong Rojong est établi. Il y siège les représentants de neuf partis politiques et de 21 groupes « fonctionnels ». En août, le Congrès consultatif du peuple est mis en place, composé du Gotong Rojong, des représentants des régions et des groupes « fonctionnels ».

## Naissances
- 1er mars : Séraphine Mbeya Nawej Matemb,  artiste peintre congolaise.
- 2 mars : Mikhail Tyurin, cosmonaute russe.
- 5 mars : Catherine Matausch, une journaliste française.
- 7 mars : Ivan Lendl, joueur de tennis tchèque.
- 9 mars : Lily Afshar, Guitariste iranienne († 24 octobre 2023).
- 10 mars : Anthony Fisher, prélat catholique australien
- 12 mars : Kipp Lennon, chanteur et guitariste américain.
- 13 mars : Adam Clayton, bassiste du groupe U2 irlandais d'origine anglaise.
- 15 mars : Mankeur Ndiaye, Homme politique sénégalais.
- 20 mars : 
  - Pascal Massix, acteur français de doublage († 6 juin 2008).
  - Iouri Charguine, cosmonaute russe.
  - Christian Stocker, homme politique autrichien.
- 21 mars : Ayrton Senna, coureur automobile brésilien (champion de F1) († 1994).
- 24 mars : João Moura, rejoneador portugais
- 25 mars : Brenda Strong, comédienne américain (série : Desperate Housewives).
- 26 mars : Jennifer Grey, actrice américaine.
- 28 mars :
  - Éric-Emmanuel Schmitt, écrivain français.
  - José Maria Neves homme politique, Premier ministre du Cap-Vert et président depuis 2021.
- 31 mars :
  - Richard Milian, matador français.

## Décès
- 2 mars : Arthur Louis Day, géophysicien et volcanologue américain (° 30 octobre 1869).